# انویتو
انواتو (به انگلیسی: Envato) یک شرکت خصوصی واقع دراسترالیا است که تخصص این شرکت در راه‌اندازی استارتاپ‌ها، ترویج و ترفیع سطح فروشگاه‌های آنلاین در زمینه‌های مختلف دیجیتالی است که به کاربران و فروشنده‌ها این امکان را می‌دهد تا به راحتی با هم تعامل برقرار کنند.
انویتو یک سیستم برخط (مبتنی بر وب) است که به طراحان وب، از مبتدی تا حرفه‌ای این اجازه را می‌دهد که به‌طور مستقل فایل‌ها و طراحی‌های خود را به فروش برسانند.
این شرکت در حال حاضر در شهر هایی مثل Melbourneو Guadalajara و Los Angeles دفتر دارد و از بزرگترین شرکت ها در زمینه گرافیک میباشد.
این شرکت در سال ۲۰۰۶ توسط Collis Ta'eed و برادرش Cyan Ta'eed به همراه Jun Rung با شعار " کمک کردن به مردم برای یادگیری و درآمد زایی برخط" (به انگلیسی: helping people learn and earn online) بنیان نهاده شد.
از سال 2015 انواتو با ورود به بازار آمریکا و اعمال تحریم‌ها بر روی ایران، ورود کاربران ایرانی را بر روی این سامانه بست و فروشندگان نیز طی آن اقدام با هشدار چند روزه خارج شدند و در حال حاضر انواتو برای ایرانیان بسته است و با سیستم API از ورود آن‌ها به این سامانه جلوگیری می‌شود.

## تاریخچه
بعد از بنیان‌گذاری سایت در سال ۲۰۰۶، گروه انویتو اولین وبگاه خود را تحت عنوان "FlashDen" بنا نهادند، تمرکز این وبگاه بر روی فایل‌ها و طراحی‌هایی بود که توسط نرم‌افزار Adobe Flash پی ریزی می‌شدند.
بعدها پس از شکایتی که از سوی شرکت Adobe به عمل آمد، بنا بر دلایل حقوقی نام سایت به "ActiveDen" تغییر پیدا کرد، بعدها در همان سال، انویتو سایتی را تحت عنوان "Videohive" و جهت ساخت و تولید و نشر فایل‌های ویدئویی ساخته شده بر مبنای After Effect برپا نهاد.
سومین فروشگاه آنلاین انویتو تحت عنوان "ThemeForest" که هم‌اکنون پر طرفدارترین فروشگاه آنلاین این شرکت در زمینه تولید و فروش محصولات برخط مانند قالب‌های حرفه‌ای WordPress یا سیستم مدیریت فروشگاه Magento است.
شایان ذکر است نخستین فروشنده‌ای که توانست برگزیده شود و ۲٬۰۰۰٬۰۰۰$ فروش داشته باشد، Kriesi برنامه‌نویس اتریشی این وبسایت بود.
در سال ۲۰۱۱ انویتو از سایت جدید خودش تحت عنوان PhotoDune رونمایی کرد که هم‌اکنون به عنوان بزرگترین بانک اطلاعاتی عکس شناخته می‌شود و حاوی اطلاعاتی عظیم تر از سایر فروشگاه‌های آنلاین این شرکت است.
در سپتامبر ۲۰۱۱، تعداد کاربران فروشگاه‌های آنلاین انویتو به بیش از یک میلیون رسید که به همان خاطر در آن سال اینفوگرافیک میلیون‌ها کاربر منتشر شد که نشان از رشد و ترقی این شرکت در این چند سال فعالیتش بود.
در اوایل ۲۰۱۳، سرویس جدید انویتو تحت عنوان Microlancer برای خدمات دهی به کارهای آنلاین و ایجاد مکانی برای تعامل و سفارش کار بین فریلنسر ها و مشتریان را ایجاد کرد.
در سال ۲۰۱۳، Collis Ta'eed، بنیان‌گذار اصلی سایت مدعی شد که سرویس‌ها و فروشگاه‌های آنلاین انویتو تا کنون ۱۴۰ میلیون دلار آمریکا به کاربران، معرفان، فریلنسرها و آموزش دهنده‌های خود پرداخت کرده‌است.
در اوایل سال ۲۰۱۷ سرویس جدید انواتو با نام Elements به صورت رسمی برای ارائه خدمات اشتراکی جهت رقابت با وب سایت هایی همچون Freepik راه اندازی شد و این سرویس تا به حال حجم قابل توجهی از تبلیغات شرکت انواتو را به خود اختصاص داده است. این وبسایت زمینه فروش فایل های گرافیکی ، قالب های وبسایت و فایل های ویدیویی فعالیت میکند.  وبسایت envato elemnets دارای بیش از 8 میلیون فایل دیجیتالی از 5 میلیون طراح و توسعه دهنده و عکاس معتبر است.

### پیوند فروشگاه‌های آنلاین Envato
- ThemeForest
- GraphicRiver
- VideoHive
- AudioJungle
- CodeCanyon
- ActiveDen
- 3DOcean
- PhotoDune
- Elements